# Jagannadhapuram (district NTR)
Jagannadhapuram,  est un village du district NTR dans l'État d'Andhra Pradesh en Inde. 
Selon le recensement de l'Inde de 2011, la localité compte une population de 7 862 habitants.